# Shaq Mason
Shaquille Olajuwon „Shaq“ Mason (geboren am 28. August 1993 in Columbia, Tennessee) ist ein US-amerikanischer American-Football-Spieler auf der Position des Guards. Er spielte College Football für Georgia Tech und stand zuletzt bei den Houston Texans in der National Football League (NFL) unter Vertrag. Zuvor spielte Mason von 2015 bis 2021 für die New England Patriots und 2022 für die Tampa Bay Buccaneers. Er gewann mit den Patriots den Super Bowl LI und den Super Bowl LIII.

## College
Mason besuchte die Highschool in seiner Heimatstadt Columbia, Tennessee und ging ab 2011 auf das Georgia Institute of Technology. Dort spielte er College Football für die Georgia Tech Yellow Jackets. Nachdem er als Freshman in elf Partien zum Einsatz gekommen war, war er ab 2012 Stammspieler. In der Saison 2012 spielte er als Left Guard, in den folgenden beiden Spielzeiten wurde er als Right Guard eingesetzt. In der Saison 2013 wurde er in das All-Star-Team der Atlantic Coast Conference (ACC) gewählt, 2014 ernannte USA Today Mason zum All-American.

## NFL
Mason wurde im NFL Draft 2015 in der vierten Runde an 131. Stelle von den New England Patriots ausgewählt. Als Rookie spielte Mason in 14 Partien, davon zehnmal von Beginn an, als Left Guard und als Right Guard, zudem wurde er gelegentlich bei kurzen Downs als Fullback eingesetzt. Er ging als Stammspieler auf der Position des Right Guards in seine zweite NFL-Saison und behielt diese seitdem inne. In der Saisonvorbereitung für 2016 brach sich Mason im August die Hand und kam daher im ersten Spiel nur zeitweise zum Einsatz. Die verbleibenden 15 Partien spielte er von Beginn an, auch in der folgenden Saison verpasste Mason kein Spiel. In der Saison 2017 gewann Mason mit den Patriots den Super Bowl LI gegen die Atlanta Falcons.
Im August 2018 unterschrieb Mason eine Vertragsverlängerung um fünf Jahre über 50 Millionen US-Dollar in New England. Wegen einer Wadenverletzung musste er 2018 zwei Spiele aussetzen. Mason erreichte erneut den Super Bowl, allerdings unterlagen die Patriots im Super Bowl LII den Philadelphia Eagles. In der Saison 2019 spielte Mason zum dritten Mal in Folge im Super Bowl und war zum zweiten Mal siegreich. Im Super Bowl LIII besiegte New England die Los Angeles Rams mit 13:3. In der Spielzeit 2020 kam Mason in 13 Partien zum Einsatz.
Im März 2022 gaben die Patriots Mason im Austausch gegen einen Fünftrundenpick an die Tampa Bay Buccaneers ab. Er bestritt alle 17 Spiele der Regular Season sowie eine Partie in den Play-offs als Starter.
Am 15. März 2023 tauschten die Buccaneers mit den Houston Texans Mason und einen Siebtrundenpick gegen einen Sechstrundenpick. Zwei Monate später unterschrieb er bei den Texans eine dreijährige Vertragsverlängerung über 36 Mio. US-Dollar. Er war zwei Jahre lang Stammspieler bei den Texans und kam in 32 Spielen zum Einsatz, bevor er im März 2025 entlassen wurde.